# Le Manoir de la haine
Le Manoir de la haine (The Swordsman) est un film américain réalisé par Joseph H. Lewis, sorti en 1948.

## Synopsis
Les amours contrariées de deux personnages en Écosse au XVIIe siècle. 
Deux familles, les MacArden et les Glowan, se vouent une haine farouche. Mais Alexander MacArden et Barbara Glowan se découvrent des sentiments l'un pour l'autre.

## Fiche technique
- Scénario : Wilfred H. Petitt
- Photographie : William E. Snyder
- Montage : Al Clark
- Musique : Hugo Friedhofer
- Durée : 80 minutes

## Distribution
- Larry Parks : Alexander MacArden / Donald Frazer
- Ellen Drew : Barbara Glowan
- George Macready : Robert Glowan
- Edgar Buchanan : Angus MacArden
- Ray Collins : MacArden
- Robert Shayne : Ronald MacArden
- Holmes Herbert : Lord Glowan
- Billy Bevan : le vieil Andrew

Acteurs non crédités
- Harry Allen : Charles
- Peter Brocco